# Перепёлкин, Дмитрий Иванович
Дмитрий Иванович Перепёлкин  (1900, Москва —1954, Москва) - советский математик и педагог, доктор физико-математических наук, профессор. Член-корреспондент АПН РСФСР (1950).

## Биография
Родился в Москве 1900 году. Высшее математическое образование получил в МГУ на физико-математическом факультете, который окончил в 1923 году. Преподавательскую деятельность начал в 1921 году в Институте народного хозяйства им. Г.В. Плеханова.
С 1930 по 1935 год работал преподавателем в Московском экономическом институте. В 1935 году перешел на работу в Московский государственный педагогический институт им. А.С. Бубнова.
В 1938 году прошло расширение математической кафедры МГПИ им. А.С. Бубнова и Перепёлкин возглавил вновь созданную кафедру геометрии.
Принимал участие в Великой Отечественной войне, награжден Медалью за оборону Москвы.
В 1944 году защитил диссертацию на соискание ученой степени доктора физико-математических наук, после этого был назначен деканом физико-математического факультета МГПИ и занимал эту должность до своей смерти в 1954 году.
В 1950 году был избран член-корреспондентом Академии педагогических наук РСФСР. В этом же году был награжден Орденом Ленина.
Во время работы в Академии наук принимал участие в работе учёных комиссий Министерства просвещения РСФСР по составлению и разработке учебных планов и программ по геометрическим дисциплинам для педагогических институтов и средней школы СССР.

## Научные интересы
Научные интересы были сосредоточены вокруг научных проблем дифференциальной геометрии многомерного пространства, элементарной геометрии и методикой ее преподавания. Также принимал участие в разработке учебных планов и программ по разделам геометрии для педагогических институтов и средних школ СССР, является переводчиком на русский язык учебника геометрии Ж. Адамара, был редактором учебника геометрии Н. А. Глаголева. Ряд его учебных пособий имеют важное методологическое и методическое значение для подготовки студентов педагогических вузов и применяются в системе образования Российской Федерации.

## Избранные труды
- Перепёлкин Д. И. «Об одном доказательстве формул для sin(α+β) и sin(α–β)» — 1929‍
- Перепёлкин Д. И., О. В. Ермолова «Учебный атлас по номографии.».., М., 1933
- Перепёлкин Д. И. «Основания геометрии. Программа, методические указания и конспект курса для заочников», М., 1945;
- Перепёлкин Д. И «Геометрические построения в средней школе» (1947)
- Перепёлкин Д. И Учебник «Курс элементарной геометрии» (ч. 1–2, 1948–1949)
- Перепёлкин Д. И. «О некоторых свойствах тетраэдра»